# Cody Kessler
Pour les articles homonymes, voir Kessler.
(en) Statistiques sur pro-football-reference
Cody Kessler, né le 11 mai 1993 à Bakersfield, est un joueur américain de football américain qui joue au poste de quarterback.
Après avoir évolué en Championnat NCAA de football américain avec les Trojans d'USC, avec lesquels il a notamment été nommé meilleur joueur du Las Vegas Bowl 2013, il est drafté en 2016 par les Browns de Cleveland (National Football League).

## Carrière universitaire
En 2011, il rejoint les Trojans d'USC. Il commence comme redshirt, un statut qui lui permet de rester cinq années à l'université. Remplaçant de Matt Barkley, il complète cette année deux passes pour neuf yards.

## 2013
Il rivalise avec Matt Wittek pour le poste de quart arrière titulaire. Son premier touchdown survient le 29 août 2013, au cours du match d'ouverture de la saison contre Hawaii, sur une passe de 19 yards à Nelson Agholor. À l'issue d'une victoire renversante contre Stanford, il termine à 25/37 pour 288 yards et un touchdown et est élu Pac-12 Offensive player of The Week. Kessler mène USC à un ratio de 10-4, finissant l'année à 7-2. Il est élu Most valuable player du Las Vegas Bowl. Sur l'ensemble de la saison, il complète 236 passes sur 361 pour un gain de 2,968 yards, 20 touchdowns et 7 interceptions.

## 2014

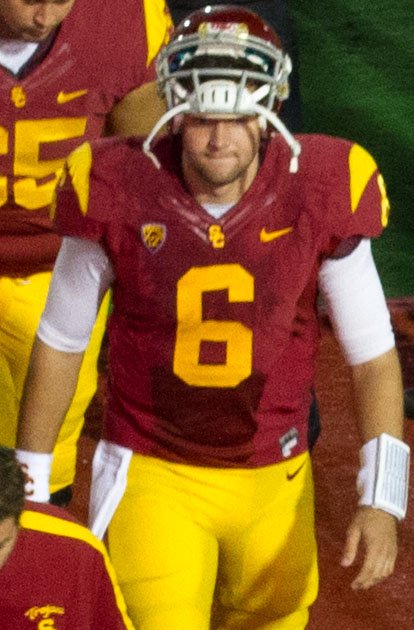

Les Trojans font appel à l'un de leurs anciens entraineurs assistants, alors entraîneur principal à l'université de Washington, Steve Sarkisian, pour remplacer l'entraîneur principal provisoire ED Orgeron. Sous ce nouveau coach, Kessler parvient à s'imposer comme titulaire face à ses rivaux pour le poste de quarterback Max Browne et Jalen Greene. Le 30 août 2014, Kessler passe pour 394 yards et complète 4 touchdowns contre l'université de l'État
de Fresno, et est nouveau désigné Pac-12 Offensive player of The Week. Le 18 octobre, Kessler a complété sept touchdowns contre les Colorado Buffaloes, un record pour un quarterback de l'USC, menant à sa deuxième désignation de Pac-12 Offensive player of The Week. Dans le dernier match de la saison régulière, il complète 6 touchdowns face à l'éternel rival de USC, les Fighting Irish de Notre Dame. Il est le premier quarterback en 127 ans de rivalité avec les fighting Irish à avoir lancé autant de touchdowns, ce qui fait de lui selon le Los Angeles Times un candidat potentiel au Trophée Heisman. Il finit la saison avec 315 passes complétées sur 452 pour un gain de 3,826 yards, avec 39 touchdowns et 5 interceptions.

## 2015
Pour son année en tant que senior, il est titulaire dans chacun des 14 matchs de la saison. Il complète 298 passes sur 446, pour 3 536 yards, 29 touchdowns et 7 interceptions. Il termine sa carrière universitaire avec pour statistiques : 10 339 yards, 88 touchdowns et 19 interceptions.

## 2016
Cody Kessler est sélectionné en 93e place de la draft 2016 de la National Football League (NFL) par les Browns de Cleveland. Il commence la saison 2016 de la NFL comme quarterback remplaçant de Robert Griffin III et Josh McCown. À la suite des blessures de ces derniers, il devient quarterback titulaire pour le troisième match de la saison.
En novembre 2016, il est victime d'une commotion cérébrale dans un match face aux Steelers de Pittsburgh.